# Rincón Peñitas
Rincón Peñitas är en ort i Mexiko.   Den ligger i kommunen Ahuacuotzingo och delstaten Guerrero, i den sydöstra delen av landet, 190 km söder om huvudstaden Mexico City. Rincón Peñitas ligger 1 223 meter över havet och antalet invånare är 306.
Terrängen runt Rincón Peñitas är lite bergig. Runt Rincón Peñitas är det glesbefolkat, med 18 invånare per kvadratkilometer. Närmaste större samhälle är Xocoyolzintla, 4,1 km sydväst om Rincón Peñitas. I omgivningarna runt Rincón Peñitas växer huvudsakligen savannskog.